# باب وایت (ویرجینیای غربی)
باب وایت (به انگلیسی: Bob White) یک منطقهٔ مسکونی در ایالات متحده آمریکا است که در شهرستان بونی، ویرجینیای غربی واقع شده‌است.